# Palau Civran Grimani

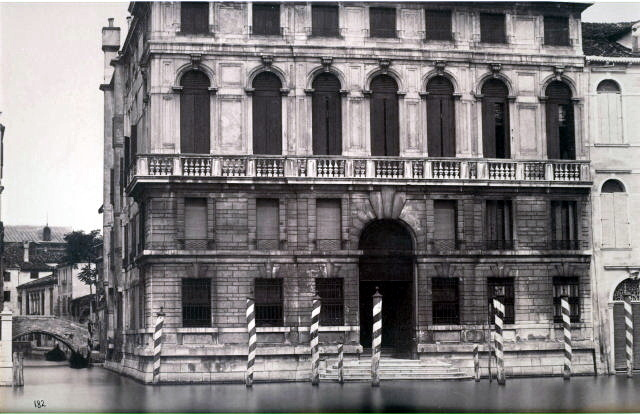
La façana en una foto de Carlo Naya.

El Palau Civran Grimani és un edifici civil venecià situat al districte de San Polo i amb vistes al Gran Canal a la confluència amb el Rio della Frescada, entre el Palau Dandolo Paolucci i el Palau Caotorta Angaran.

## Història
Construït al segle XVIII sobre el lloc d'un edifici gòtic anterior construït no més tard del segle XV, va ser reestructurat per un arquitecte desconegut: molts historiadors de l'arquitectura veneciana, inclosa Elena Bassi, atribueixen la seva paternitat a Giorgio Massari, que hi va treballar entre 1720 i 1740. El 1818 la família Grimani s'hi va traslladar, havent perdut la propietat del palau situat a la parròquia de San Luca, que havia passat a l'estat. Aquesta família, després de vendre aquesta mansió, la va tornar a comprar i n'ha conservat la propietat fins al dia d'avui. L'alcalde Filippo Grimani va viure aquí entre 1895 i 1916. L'edifici ha estat recentment reformat.

## Arquitectura
Caracteritzada per una façana post-pal·ladiana que continua pel costat més petit, tot i que amb formes més senzilles, presenta molts dels trets distintius de l'arquitectura del segle XVIII i, més en general, de l'arquitectura neoclàssica. La planta baixa, massissa, extraordinàriament important, es distingeix per la seva decoració rústica, mentre que la planta principal, més aviat però no completament allunyada de la tradicional divisió tripartida, es caracteritza per set finestres monófores de fina factura. El balcó frontal és d'una longitud extraordinària i continua a la façana lateral. Altres elements valuosos són el portal d'aigua i les fileres. A la part posterior hi ha un gran jardí.